# CD'87
『CD'87』（シーディー'87）は、日本の歌手中森明菜のCD限定企画アルバム。1987年5月1日にワーナー・パイオニアよりリリースされた (CD: 32XL-191)。

## 背景
中森は1987年に行われた第1回日本ゴールドディスク大賞で邦楽部門のアーティスト・オブ・ザ・イヤーを受賞した。『CD'87』はこれを受けてデビュー記念日となる1987年5月1日に、CD (32XL-191)限定でリリースされた。
本作は、14枚目のシングル「DESIRE -情熱-」から17枚目のシングル「TANGO NOIR」までのシングル4曲に加え、各シングルのB面曲を収録した。このアルバムのディスクジャケットは、KOHJI KITAMURAによるイラストとなった。CD限定企画としては、翌年の1988年6月1日にもミニ・アルバム『Wonder』をリリースされた。なお、本作収録曲の「DESIRE -情熱-」から「TANGO NOIR」までの4曲のシングル楽曲は、1988年12月24日リリースのベスト・アルバム『BEST II』にも収録された。

## 批評
『CDジャーナル』は本作について、数々のアイドル歌手において取分け随一の歌唱力と評価を受けた中森をもり立てるように、丹念な編曲が付けられており、手に汗握る高揚感も湧き上がらせると批評した。

## チャート成績
『CD'87』は、オリコンの、LP、カセット、CDの各チャートが1987年10月5日付にアルバムチャートとして合算される以前のオリコン週間CDチャートにランクインした。このCDチャートは1984年2月6日付から開始されている。本作は、CDチャートの1987年5月11日付に初登場し最高順位1位を記録後、翌週の1987年5月18日付まで2週連続で1位を獲得した。同チャートには、計21週に渡ってランクインしている。

## 収録曲
| #         | タイトル               | 作詞       | 作曲           | 編曲      | 時間  |
| --------- | ---------------------- | ---------- | -------------- | --------- | ----- |
| 1.        | 「LA BOHÈME」          | 湯川れい子 | 都志見隆       | 椎名和夫  | 4:42  |
| 2.        | 「最後のカルメン」     | 麻生圭子   | 都志見隆       | 中村哲    | 4:31  |
| 3.        | 「TANGO NOIR」         | 冬杜花代子 | 都志見隆       | 中村哲    | 4:10  |
| 4.        | 「DESIRE -情熱-」      | 阿木燿子   | 鈴木キサブロー | 椎名和夫  | 4:25  |
| 5.        | 「危ないMON AMOUR」    | 許瑛子     | 鈴木キサブロー | 椎名和夫  | 4:47  |
| 6.        | 「MILONGUITA」         | 大津あきら | 林哲司         | 中村哲    | 4:32  |
| 7.        | 「ジプシー・クイーン」 | 松本一起   | 国安わたる     | 小林信吾  | 4:30  |
| 8.        | 「Fin」                | 松本一起   | 佐藤健         | 佐藤準    | 4:10  |
| 合計時間: | 合計時間:              | 合計時間:  | 合計時間:      | 合計時間: | 35:47 |

## クレジット
- ILLUSTRATION by KOHJI KITAMURA[4]

## リリース履歴
| 発売日        | レーベル                       | 規格 | 品番       | 備考 |
| ------------- | ------------------------------ | ---- | ---------- | --- |
| 1987年5月1日  | ワーナー・パイオニア           | CD   | 32XL-191   | |
| 1991年8月17日 | ワーナーミュージック・ジャパン | CD   | WPCL-422   | 廉価盤、紙帯 |
| 2023年7月1日  | ワーナーミュージック・ジャパン | CD   | WPCL-13491 | 「ノンフィクション エクスタシー」を追加収録し『CD'87+1』としてリリース。 2023 ラッカーマスターサウンド。全曲のオリジナル・カラオケ付。 |
| 2023年7月1日  | ワーナーミュージック・ジャパン | LP   | WPJL-10184 | 『LP'87+1』、完全生産限定盤 |

## 参照
1. ↑  中森明菜『CD'87』（12cmCD）ワーナー・パイオニア、1987年5月1日。32XL-191。
2. 1 2 3 4 5  『ALBUM CHART-BOOK COMPLETE EDITION 1970 〜 2005』オリコン・マーケティング・プロモーション、2006年4月25日、3,456頁。ISBN 4871310779。
3. ↑  “第1回日本ゴールドディスク大賞 / Gold Disc Hall of Fame 1st|THE GOLD DISC”.  日本レコード協会. 2011年6月27日閲覧。
4. 1 2 3 4  『CD'87』（12cmCD）中森明菜、ワーナー・パイオニア、1987年5月1日。32XL-191。
5. 1 2 3 4  『AKINA』（4×12cmCD）中森明菜、ワーナーミュージック・ジャパン、1993年11月10日。WPCL-770〜3。
6. 1 2 3  “中森明菜 / CD'87 [再発] [CD] [アルバム] - CDJournal.com”.   音楽出版社. 2012年3月16日閲覧。
7. ↑  『コンプリート・シングル・コレクションズ〜ファースト・テン・イヤーズ＜ライノ・プレミアム・エディション＞』（4×12cmCD）中森明菜、ワーナーミュージック・ジャパン、2009年6月10日、18頁。WPCL-10681/84。
8. ↑  “中森明菜 / BEST 2 [SA-CDハイブリッドCD] [紙ジャケット仕様] [限定] [CD] [アルバム] - CDJournal.com”.   音楽出版社. 2012年10月14日閲覧。
9. 1 2  小池聡行、オリコン・ウィークリー編集部『小池聡行のオリコンデータ私書箱』オリジナルコンフィデンス、1991年1月1日、21頁。ISBN 4871310272。
10. ↑  『オリコン・ウィークリー』第9巻第19号、オリジナルコンフィデンス、1987年5月。
11. ↑  『オリコン・ウィークリー』第9巻第20号、オリジナルコンフィデンス、1987年5月。
12. ↑  “CD’87（＋1）【オリジナル・カラオケ付】＜2023ラッカーマスターサウンド＞”. Warner Music Japan. 2023年12月24日閲覧。